# Françoise (racconto)
Françoise (in russo Франсуаза?, Fransuaza) è un racconto di Lev Tolstoj, rielaborazione di un racconto di Guy de Maupassant. Scritto nell'autunno del 1890, fu pubblicato per la prima volta anonimo nel 1891. 

## Trama

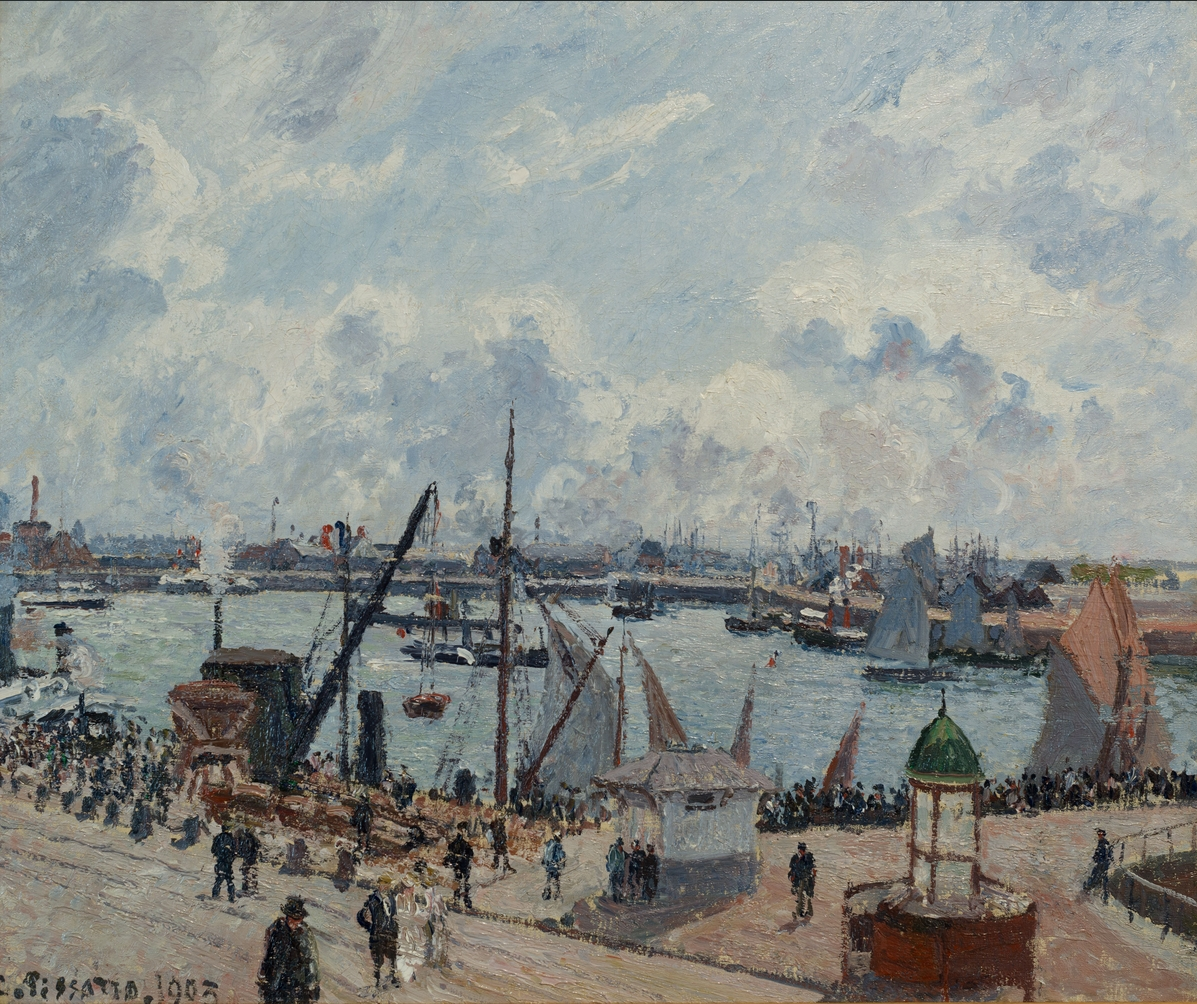
Il porto di Le Havre (olio di Camille Pissarro

L'8 maggio 1886 al porto di Marsiglia attracca la nave francese Vergine dei venti, partita oltre quattro anni prima dal porto di Le Havre alla volta della Cina. I marinai della Vergine dei venti, che non vedono da mesi una donna, si recano in massa a un postribolo. Celestin Duclos, uno dei marinai, sceglie una giovane prostituta con la quale, prima delle effusioni, tenta di scambiare dei convenevoli. Dalle parole e dalle fattezze della ragazza, Celestin si rende conto di essere in presenza della propria sorella Françoise, poco più che adolescente. La ragazza gli racconta che, poco dopo la partenza di Celestin per l'Oriente, a causa di un'epidemia, in un breve spazio di tempo erano morti i loro genitori e il fratello maggiore; senza risorse e senza protezione dei familiari, Françoise dovette lavorare come domestica presso alcuni maggiorenti del paese, i quali approfittarono di lei. In preda a una forte emozione Celestin ha dapprima delle reazioni violente di rabbia; poi si rivolge ai compagni invitandoli a trattare le ragazze del postribolo come se fossero le proprie sorelle; infine, scosso dai singhiozzi, cade a terra svenuto. Gli altri marinai lo sollevano da terra e lo depositano nel letto di Françoise.

## Genesi dell'opera
Françoise è una rielaborazione del racconto Il porto (Le port) di Guy de Maupassant, facente parte della raccolta La Main gauche pubblicata nel 1889. Tolstoj lesse il racconto di Maupassant nell'edizione francese e incaricò A. M. Novikov, insegnante dei suoi figli, di tradurgliela in russo. Fra l'ottobre e il novembre del 1890, Tolstoj riscrisse il racconto di Maupassant, modificandone tuttavia sia il contenuto, più scabroso nell'originale francese, che la forma, volendo utilizzare Tolstoj un linguaggio più popolare. Tolstoj aveva intitolato il racconto "Delle ragazze" (in russo У девок?, U devok); Vladimir Čertkov propose di intitolarlo "Un divertimento abituale dei giovani" (in russo обычный удовольствие молодежи людей?, obyčnyj udovol'stvie molodeži lûdej); Nikolaj Semënovič Leskov, il direttore della rivista "Tempi nuovi" (in russo Новое время?, Novoe vremâ) alla quale era stato inviato il racconto, cambiò il titolo in Fransuaza e lo pubblicò anonimo sul numero 5366 della rivista (5 febbraio 1891), ma alquanto mutilato per timore di possibili guai giudiziari con la Censura russa. Il racconto apparve infine nel XIV volume delle opere di Tolstoj Sočinenija grafa L.N.Tolstogo, pubblicato a Mosca nel 1885.